# Limonia lyssa
Limonia lyssa är en tvåvingeart som beskrevs av Alexander 1967. Limonia lyssa ingår i släktet Limonia och familjen småharkrankar. Inga underarter finns listade i Catalogue of Life.